# Гора Петрас
Гора Петрас — гора в Антарктиді. Вона складається з вулканічних порід, більша частина яких відноситься до крейдяного віку, але є також вулканічні утворення Еоцену - Олігоцену, яка, можливо, була поміщена всередині тонкого льоду. Він є частиною вулканічної провінції Землі Мері-Берд і є її найстарішим вулканом.

## Географія і геологія
Гора Петрас розташована в прибережному регіоні Землі Мері-Берд, Антарктида і розташована в межах гір МакКаддін разом із горою Флінт, яка лежить на північний захід від гори Петрас. Комплекс гора Петрас-гора Флінт- хребет Рейнольдса також відомий як хребет Петрас. Він знаходиться на відстані 200-250 км вглиб країни від узбережжя моря Амундсена.
Гора  складається зі скелястих відрогів на площі 5 на 8 км, які утворюють два хребти, формуючи напівкруглу чашу, наповнену льодом.  Інші вершини: пік Пуцке  (2325 м) розташована на північний схід від гори Петрас, пік Швоб - на південь від гори Петрас (2440 м),   Пітер Нунатак (2716 м) на південний схід від гори. Інші відслонення спостерігаються далі на південний захід біля піку Наваретт, на південний схід біля скелі Уоллес і на північний схід біля Ервен Нунатакс. У 1972 році Гонсалес-Ферран зробив висновок про наявність вибухового кратера на його північній стороні.
Фундамент і вулканічні породи виходять із Західно-Антарктичного льодовикового щита у вигляді нунатаків. Вулканічні та фундаментні породи розділені неузгодженістю на висоті 2700 м. Найвища вершина гори Петрас лежить на західному хребті  на  висоті 2867 м над рівнем моря, з яких приблизно 900 знаходяться над Західно-Антарктичним льодовиковим щитом. Більшість вулканічних порід є гавайськими з деякою кількістю мугеариту , тоді як фундамент є ріодацитовим і в основному складається з крейдяного вулканічного комплексу, який є основною частиною гори Петрас. Фундамент також включає сланці, парагнейси  та гнейси. Мугеарит зустрічається у формі лавового потоку, тоді як гавайські острови утворюють вулканокластичні відкладення у вигляді туфобрекчій[  і лапільних туфів.  Уламки морени та осипи покривають породи, що виходять на поверхню. 
Гора Петрас є частиною вулканічної провінції Земля Мері-Берд, яка може бути продуктом мантійного плюму. Інші вулкани в цій провінції вулканів Західної Антарктики: хребет Еймс, гори Крері, хребет Виконавчого комітету, хребет Флуд, нунатаки узбережжя Гоббса, хребет Колер, гора Мерфі, гора Сіпл, гора Такахе та гора Вайсч. Деякі з цих вулканів діють і сьогодні. Сама Земля Мері-Берд є куполом земної кори з «вершиною» в районі гори Петрас; купол, ймовірно, утворився внаслідок зіткнення мантійного плюму під корою  і вулканізм міг поширитися назовні від гори Петрас.

## Геологічна історія
Ar-Ar датування виявило вік вулканічних порід 36 і 29-27 млн р., що робить їх найстарішими на Землі Мері-Берд. Вулкан, ймовірно, утворився на поверхні, можливо, в контакті з ранньоолігоценовим крижаним покривом або, швидше за все, гірськими льодовиками, оскільки скелі демонструють докази того, що вулканічні виверження відбувалися на мілководді, швидше за все, у талій воді. Породи фундаменту мають крейдяний вік  і містять циркони Девон - Кам'яновугільного віку, вік деяких порід досягає 1364 мільйонів років. 

## Назва та історія дослідження
Вулканічна історія гори Петрас важлива для реконструкції вулканічної та льодовикової історії Землі Мері-Берд. Під час пізньої Крейди та Еоцену — пізнього Кайнозою в морі Росса та районі Західного Антарктичного льодовикового щита сформувався континентальний рифт. Починаючи з олігоцену, в Антарктиді почав формуватися льодовиковий покрив, який набув сучасних розмірів у Міоцені або Пліоцені.
Гора Петрас була відкрита під час експедиції Антарктичної служби США в 1939-1941 роках і названа на честь пілота експедиції. Його відвідували у 1959, 1967-1968, 1977-1978 та 1993-1994 роках польові експедиції. Протягом 20-го ст. гора Петрас розглядалася як вулкан, який утворився глибоко під льодом на кайнозойській поверхні морської ерозії, що покривала Західну Антарктиду, яка потім була деформована тектонічними підняттями. 